# Joseph Engelmann

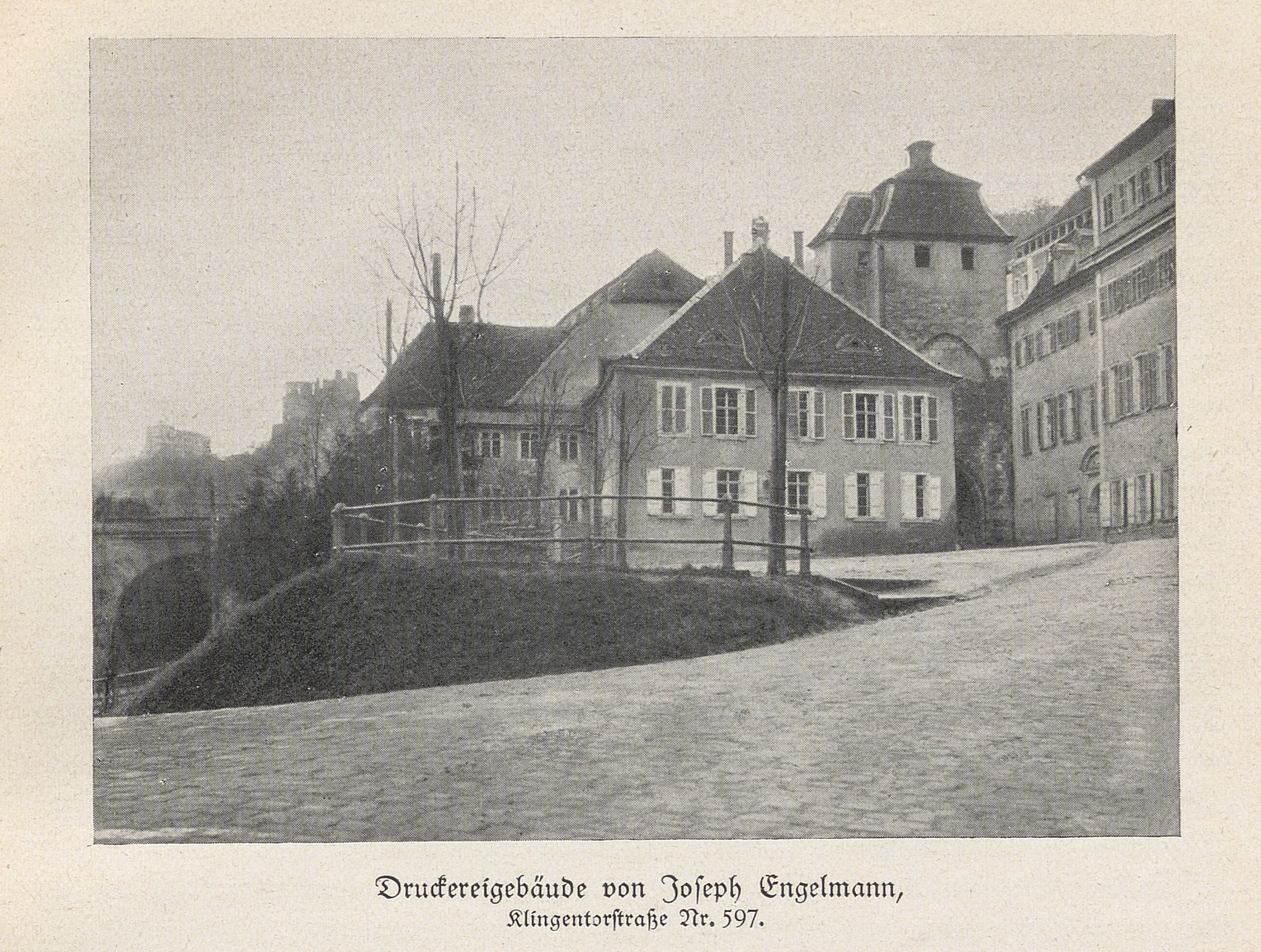
Joseph Engelmann - der Drucker der Heidelberger Romantik - hatte seine Druckerei in der Klingentorfstraße Nr. 597, später, nach Abbruch der Gebäude, Schlossberg 1

Joseph Engelmann (* 28. Mai 1783 in Bacherach; † 13. September 1845 in Wachenheim) war ein deutscher Verleger und Buchhändler.

## Leben und Wirken
Engelmann war der Sohn von Theodor Erasmus Engelmann, einem reformierten Inspektor und Anna Margaretha Hartmann (1742–1825). Der Familienname lautete ursprünglich Angeaume, war aber bereits vom Großvater in Engelmann eingedeutscht worden. Einer seiner Brüder war der Pädagoge und Sekretär des Kunstmuseums in Frankfurt Julius Bernhard Engelmann (1773–1844), der wiederum der Vater von George Engelmann war. Sein Neffe war Theodor Erasmus Hilgard.
Engelmann erhielt seine Ausbildung wahrscheinlich in Frankfurt am Main, möglicherweise bei dem Kommissionsverleger Johann Christian Hermann. Als der in Frankfurt ansässige Jakob Christian Benjamin Mohr (1778–1854) unter der Leitung von Johann Georg Zimmer 1805 in Heidelberg eine Dependance in Form des Verlag Mohr & Zimmer eröffnete, siedelte Joseph Engelmann nach Heidelberg über und übernahm die Geschäftsführung der Druckerei. Der Verlag erhielt am 9. Juni 1807 von Großherzog Karl Friedrich das Privileg zu Einrichtung und Führung einer Druckerei in Heidelberg, dem am 22. Juni 1807 das Privileg folgte der Verlagsbuchhandlung eine Druckerei anzugliedern. Der Verlag übertrug das Druckereiprivileg schließlich am 25. Februar 1808 an Joseph Engelmann. Zu den ersten von ihm gedruckten Werken gehört ein Band der Sammlung Des Knaben Wunderhorn sowie zwischen April und August 1808 die ebenfalls von der Heidelberger Romantik herausgegebene Zeitung für Einsiedler.
Ab 1811 baute Engelmann einen eigenen Verlag auf, der sich auf Reise- und Kunstbücher spezialisierte. Als erstes Werk, das die Spezialisierung auf Reiseliteratur begründete, erschien Heidelberg und seine Umgebung : historisch und topographisch beschrieben von Wilhelm Aloys Schreiber. Schreiber sollte einer der wichtigen Autoren des Engelmannschen Verlages werden. Er brachte neben den bereits genannten eine Reihe weiterer Werke, sowohl mit Bezug zu Heidelberg als auch Baden, bei Engelmann heraus, so die Lebensbeschreibung Karl Friedrich, Großherzog von Baden oder eine Neuauflage seiner Vaterländischen Blätter unter dem Titel Miscellen aus dem Gebiete der Geschichte und Kultur. Später absolvierte mit Karl Baedeker einer der bekanntesten Reisebuchverleger seine Buchhändler- und Verlagslehre bei Engelmann in Heidelberg. Am 24. Juli 1816 heiratete er in Grünstadt Friedrike Tenner (* 1796). Krankheitsbedingt musste Joseph Engelmann seinen Verlag 1839 aufgeben. Seine Buchhandlung wurde 1844 vom aus Karlsruhe stammenden Friedrich Fabel übernommen.